# Stephanie Horner
Stephanie Horner, född 19 mars 1989, är en kanadensisk simmare.
Horner tävlade i fyra grenar för Kanada vid olympiska sommarspelen 2008 i Peking. Hon blev utslagen i försöksheatet på 200 meter frisim, 400 meter frisim och 200 meter fjärilsim. Horner var även en del av Kanadas lag som blev utslagna i försöksheatet på 4x200 meter frisim. Vid olympiska sommarspelen 2012 i London blev hon utslagen i försöksheatet på 400 meter medley.
Vid olympiska sommarspelen 2016 i Rio de Janeiro slutade Horner på 23:e plats i maratonsimningen på öppet vatten.